# Allentown, Pennsylvania
Allentown (în limba neerlandeză din Pennsylvania: Allenschteddel, Allenschtadt sau Ellsdaun) este reședința comitatului Lehigh, Pennsylvania, Statele Unite. Este al treilea oraș ca populație din Pennsylvania, cu o populație de 125.845 la recensământul din 2020 și cel mai populat oraș din zona metropolitană Lehigh Valley, care avea o populație de 861.899 și a fost a 68-a cea mai populată zonă metropolitană din 2020 a SUA.
Fondat în 1762, Allentown este situat pe râul Lehigh, un afluent de 175 km al râului Delaware. Este cel mai mare dintre cele trei orașe adiacente, inclusiv Bethlehem și Easton din comitatele Lehigh și Northampton, în regiunea Lehigh Valley din estul Pennsylvaniei. Allentown este situat la 77 km nord de Philadelphia și 126 km vest de New York City.

## Personalități  născute aici
- Herman Leonard (1923 - 2010), fotograf;
- Eddie Sachs (1927 - 1964), pilot de curse;
- Keith Jarrett (n. 1945), pianist, compozitor;
- Stanley Dziedzic (n. 1949), wrestler;
- Joseph Atiyeh (n. 1957), wrestler;
- Nickolas Butler (n. 1979), scriitor;
- Amanda Seyfried (n. 1985), actriță, cântăreață;
- Lil Peep (1996 - 2017), rapper.